# Gian Matteo Giberti
Gian Matteo Giberti (Palermo, 1495 – Verona, 30 dicembre 1543) è stato un vescovo cattolico italiano.

## Biografia

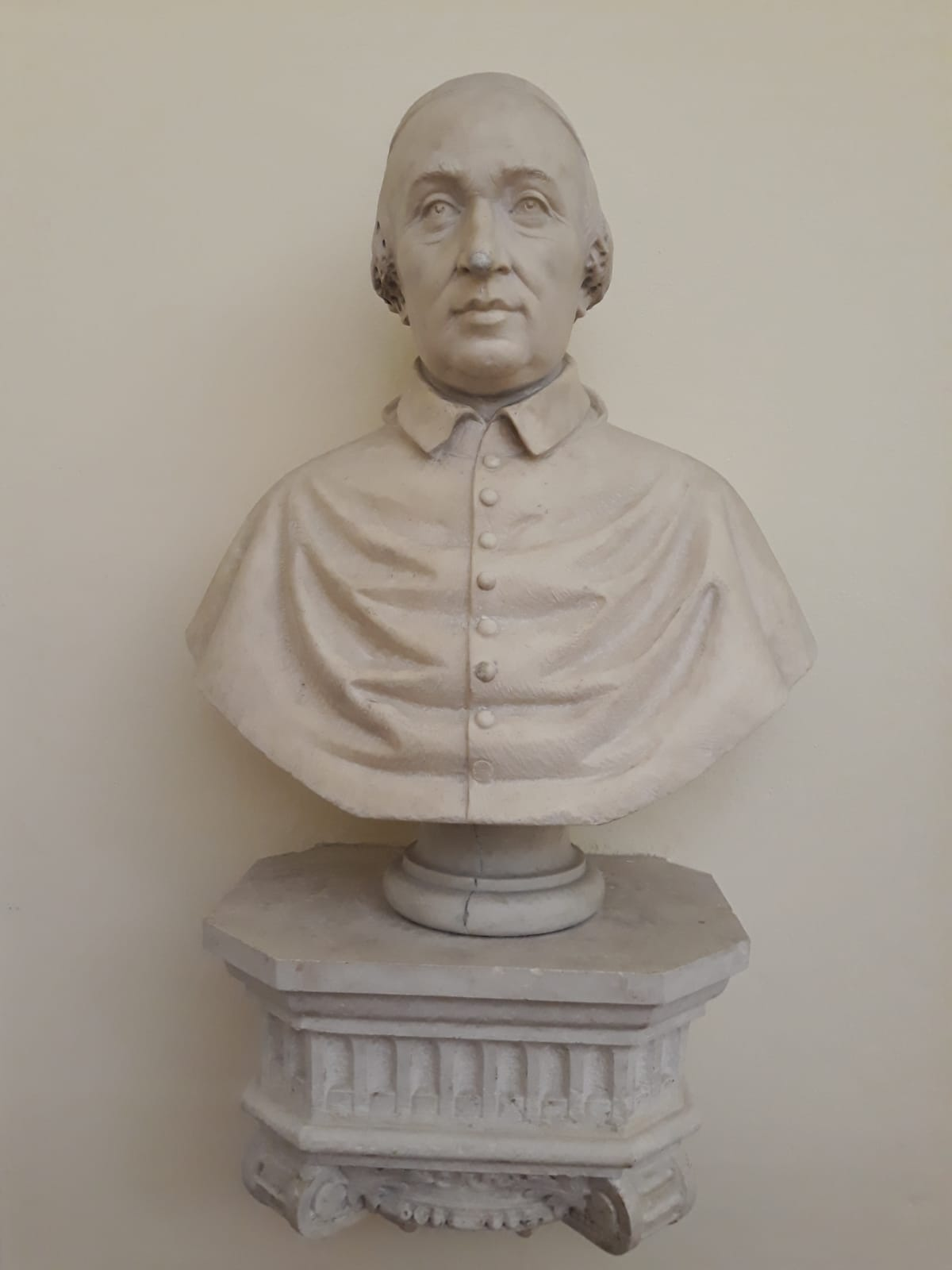
Il busto di Gian Matteo Giberti presso la Protomoteca della Biblioteca civica di Verona

Gian Matteo nacque a Palermo, figlio naturale di una donna palermitana e di Francesco Giberti, capitano della marina genovese. Rimase con la madre circa dieci anni finché il padre, passato al servizio di Giulio II, lo chiamò con sé a Roma, dove condusse regolari studi, mostrandosi particolarmente versato nella lingua greca e latina, tanto da essere ammesso all'Accademia Romana.
Entrato al servizio di Giulio de' Medici nel 1513, fu gratificato di diversi benefici, tra i quali quello dell'abbazia genovese di Santo Stefano e, in occasione dell'elezione al papato di Leone X, fu nominato segretario particolare del cardinale. Ordinato sacerdote nel 1521, alla morte del pontefice avvenuta il 1º dicembre di quell'anno svolse, per conto del cardinale Giulio, interessato a ricevere il sostegno alla sua Firenze delle potenze straniere, trattative diplomatiche che lo portarono nelle Fiandre, in Francia, in Inghilterra e in Spagna da dove ritornò in Italia nel gennaio 1522 insieme con il neo-papa Adriaan Florenszoon Boeyens.
Breve fu il pontificato di Adriano VI e quando nel novembre 1523 il cardinale de' Medici fu eletto papa col nome di Clemente VII ancor maggiori prospettive si aprirono per il Giberti, che fu presto nominato datario, ossia responsabile della dispensa dei benefici ecclesiastici e pochi mesi dopo, l'8 agosto 1524, titolare della diocesi di Verona, vacante in seguito alla morte del vescovo Marco Cornaro. Non prese tuttavia subito possesso della cattedra veronese - come era del resto costume allora - perché papa Clemente aveva bisogno delle sue capacità diplomatiche per tessere una rete di alleanze che isolasse la Spagna e l'Impero, eliminandone drasticamente l'influsso in Italia: fu così concordata il 22 maggio 1526 a Cognac l'alleanza tra Francia, Venezia, papato e Ducato di Milano, con la benevola neutralità dell'Inghilterra di Enrico VIII.
Giberti fece ritorno a Roma nel novembre 1526 ma intanto aveva dato disposizioni al proprio vicario a Verona di emanare le prime disposizioni per una riforma dei costumi ecclesiastici nella diocesi: «ordinava si recitassero ogni dì le ore canoniche; i benefiziati risiedessero; fosser cacciate dalle canoniche le donne sospette; i chierici radesser la barba e portasser cappuccio; vestissero con gravità; i canonici non andassero passeggiando per la cattedrale nelle ore dell'ufficio divino; non giocassero alla palla entro le canoniche; niuno andasse a colloquii con le monache senza licenza del vescovo; il capitolo mandasse alcuni de' suoi a studiare gius canonico nell'università di Padova; niun monaco o frate vagasse per la diocesi, se non ne avea licenza dalla sede apostolica. Queste riforme ferivano molti abusi e perciò destarono molte ire ed al Giberti arrecarono lunghe molestie».
Ancor maggiori «molestie», ma d'altro genere, dovette subire con l'esito della guerra: nel maggio 1527 le truppe imperiali entravano in Roma saccheggiandola. Rifugiato dapprima in Castel Sant'Angelo con il papa e la corte, fu poi consegnato con molti altri ostaggi, radunati in Campo de' Fiori e minacciati di forca, in attesa che si trovasse il denaro richiesto dai mercenari tedeschi; rinchiuso poi a Palazzo Colonna, in novembre riuscì a evadere avventurosamente attraverso il camino, fuggendo a Verona.

### Vescovo di Verona
Qui prese possesso della cattedra e iniziò a cercare di correggere i costumi ecclesiastici; tenuto per sé un solo beneficio, quello dell'abbazia di Rosazzo, presso Manzano, volle che ad ogni chierico non ne fosse assegnato più di uno e che risiedessero nella parrocchie e fossero obbligati a celebrare regolarmente, ma si trovò di fronte a notevoli resistenze. Nel 1531 tentò di porre fine al malcostume delle monache i cui conventi erano regolarmente frequentati da uomini, dai quali si ebbe lamentele e nessuna collaborazione dallo stesso capitolo.

## Scritti
- Constitutiones Gibertinae
- Costituzioni per le Monache
- Monitiones generales
- Edicta Selecta
- Lettere Scelte

## Genealogia episcopale e successione apostolica
La genealogia episcopale è:
- Vescovo Leone de Simone
- Cardinale Oliviero Carafa
- Papa Paolo IV
- Vescovo Gian Matteo Giberti

La successione apostolica è:
- Cardinale Uberto Gambara (1533)